# Carlos Navarro (actor)
Carlos Navarro (Ciudad de México, 21 de febrero de 1921-Ciudad de México, 12 de febrero de 1969) fue un actor mexicano. Actuó en La ilusión viaja en tranvía (1954) dirigida por Luis Buñuel. Ganó un premio Ariel de la academia mexicana de cine por su actuación en Doña Perfecta (1951) del cineasta Alejandro Galindo.

## Biografía
Carlos Navarro Girón nació en la Ciudad de México el 21 de febrero de 1921, de acuerdo a la información registrada en una visa de entrada a Estados Unidos fechada el 19 de marzo de 1959, aunque hay un registro en el estado de Sonora con la fecha del 24 de febrero en Guaymas de Zaragoza, Sonora, de donde era originario su padre, Cayetano Navarro León y en donde contrajo matrimonio con Luz Girón Landel. 
Se desconocen datos de su infancia-juventud, a excepción de la muerte de su padre en 1928 y la muerte de su madre, registrada en 1934.
Debuta como actor en teatro en 1945 al lado de la legendaria Virginia Fábregas y en 1947 sale de gira por América del Sur con la compañía de María Tereza Montoya.
Debuta en cine con un papel de reparto en la cinta Ave de paso (1945) protagonizada por Emilio Tuero y Amanda Ledezma, siguiendo pequeñas intervenciones en otras cintas, hasta que en 1951 se le da un papel de mayor peso en el film Doña Perfecta, con la diva Dolores del Río encabezando el reparto;  por esta actuación Carlos gana el premio Ariel por mejor coactuación masculina. Enseguida Ultramar Films le da su primer protagónico en Angélica (1952), al lado de Irasema Dilián, con tan buena aceptación como pareja fílmica que vuelven a aparecer juntos en La cobarde (1953) de Julio Bracho, Un minuto de bondad (1954) e Historia de un abrigo de mink (1955). Otras participaciones importantes las tuvo en Noche de perdición (1951) con Rosa Carmina, Camelia (1954) con María Félix y Jorge Mistral, La ilusión viaja en tranvía (1954), dirigida por Luis Buñuel y con la sensual Lilia Prado como pareja, El monstruo resucitado (1953) junto a la bellísima Miroslava, que en su momento no tuvo gran éxito pero que en la actualidad se ha vuelto una obra de culto para públicos especializados, The Brave One (1956), única cinta de Hollywood en la que participa, Corazón salvaje (1956), con Martha Roth, Cada quien su vida (1960) y La estrella vacía (1960), en donde interpreta a un modisto que queda como único amigo de la ambiciosa "Olga Lang" (María Félix).
Paralelamente sigue su carrera en el teatro, donde actúa en más de 70 obras, casi siempre con buenas y/o excelentes críticas. Su repertorio abarcó desde el teatro europeo romántico como El abanico de Lady Windermere (de nuevo al lado de Dolores del Río) y Maria Estuardo de Friedrich Schiller hasta el teatro norteamericano contemporáneo de Tennesee Williams. Fue un gran entusiasta de la dramaturgia mexicana, colaborando en los estrenos y reposiciones de autores como Luis G. Basurto, con obras como "Cada quién su vida" y "Miércoles de ceniza".
Otro papel destacado en su carrera teatral fue el protagónico de Don Juan Tenorio, montado en 1954 y cuyo éxito fue tal que las representaciones tuvieron que extenderse de los originales 30 de octubre - martes 2 de noviembre hasta el 7 de noviembre. En estas representaciones incluso Luis Buñuel aparece como Don Diego Tenorio.
En la década de los 60 Navarro se aleja del cine para dedicarse a actuar en televisión  en teleseries como Elena (1961),  La actriz (1962), Madres egoístas (1963),  Siempre tuya (1964), La sembradora (1965),  Gutierritos (1966) y Anita de Montemar (1967), entre otras. 
Navarro fallece la madrugada del 12 de febrero de 1969 en la Ciudad de México de cáncer, después de haber estado hospitalizado un mes en la Clínica de Actores. Se reporta que "sufría de un tumor maligno en la columna vertebral, que se le complicó después con insuficiencia hepática y la inflamación de un ganglio, así como con una anemia aguda".
Circuló una especulación sobre la causa de su muerte derivada de un comentario que hace Ricardo Garibay en su libro Cómo se gana la vida: "Carlos Navarro, que era muy alto, muy bonito, muy mariguano y muy mal comediante y murió luego de aquel tiempo, de un mes a otro inexplicablemente, acaso precursor del sida … " 
Otra especulación sobre su vida es su condición de gay, a partir de una observación que hace el escritor David Ramón en su monografía sobre Dolores del Río respecto a la película Doña Perfecta: "El papel de galán fue otorgado a un muchacho nuevo, guapísimo gay, Carlos Navarro …"  y que el actor nunca se casó o tuvo hijos.

## Reconocimientos

### Premios Ariel
| Año  | Categoría             | Película      | Resultado |
| ---- | --------------------- | ------------- | --------- |
| 1952 | Coactuación masculina | Doña Perfecta | Ganador   |

## Filmografía
| Año (Estreno) | Película                          | Personaje                  |
| 1945          | Ave de paso                       |                            |
| 1946          | Ramona                            |                            |
| 1946          | Crimen en la alcoba               | Estudiante (no acreditado) |
| 1946          | Don Simón de Lira                 | Capitán Bernardo Águila    |
| 1947          | El ropavejero                     | Sergio                     |
| 1947          | Encadenada (El yugo)              | Jorge Labrada              |
| 1949          | La rebelión de los fantasmas      | Anunciador de radio        |
| 1950          | Sentencia                         | Teniente Carlos Ferret     |
| 1950          | Otra primavera                    | Raúl                       |
| 1950          | La malcasada                      | Gerardo Martínez           |
| 1950          | La dama del alba                  | Pedro Martínez             |
| 1950          | Rosauro Castro                    | Chabelo Campos             |
| 1951          | La edad peligrosa                 | Luis Fernández             |
| 1951          | Doña Perfecta                     | Pepe Rey                   |
| 1951          | La hija de la otra                | Juan García                |
| 1951          | Noche de perdición                | Eduardo                    |
| 1952          | Marejada                          | Rafael Villada             |
| 1952          | Angélica                          | Arturo Silva               |
| 1952          | Enséñame a besar                  | Enrique                    |
| 1952          | El cuarto cerrado                 | Antonio Sainz              |
| 1953          | Por el mismo camino               | Roberto Romay              |
| 1953          | La cobarde                        | Roberto                    |
| 1953          | El monstruo resucitado            | Ariel – Sergei Rostov      |
| 1953          | Cuatro horas antes de morir       | Eduardo                    |
| 1954          | La gitana blanca                  | Roberto                    |
| 1954          | Camelia                           | Armando                    |
| 1954          | La ilusión viaja en tranvía       | Juan Godínez “El caireles” |
| 1954          | Un minuto de bondad               | Teniente Roberto Arellano  |
| 1955          | La vida tiene tres días           | Alberto Rojas              |
| 1955          | El secreto de una mujer           | Andrés Santaolalla         |
| 1955          | Historia de un abrigo de mink     | Eduardo                    |
| 1956          | The Brave One (El niño y el toro) | Don Alejandro Videgaray    |
| 1956          | Corazón Salvaje                   | Renato Duchamp             |
| 1956          | Una lección de amor               | Dr. Enrique Gómez          |
| 1956          | Rosalba                           | Lázaro Llavero             |
| 1959          | La edad de la tentación           | Señor del Puente           |
| 1960          | La estrella vacía                 | Rolando Vidal              |
| 1960          | Cada quién su vida                | “Brich”                    |
| 1965          | Río Hondo                         | Sacerdote                  |
| 1968          | Los adolescentes                  | Mauricio                   |
| 1969          | Los recuerdos del porvenir        | Don Joaquín                |

## Teatro
| Fecha (mes-día-año) | Obra                                    | Autor                        |
| 1945                | La enemiga                              | Darío Nicomedi               |
| 11-03-1946          | Don Juan Tenorio (como Don Luis)        | José Zorrilla                |
| 7-1-1949            | Ha llegado un inspector                 | John Boynton Priestley       |
| 1-24-1952           | Aguas estancadas                        | Rodolfo Usigli               |
| 9-29-1953           | El pecado de las mujeres                | Catalina D'erzell            |
| 5-18-1954           | El hombre del paraguas                  | William Dinner               |
| 10-13-1954          | Una ciudad para vivir                   | Ignacio Retes                |
| 10-31-1954          | Don Juan Tenorio (como Don Juan)        | José Zorrilla                |
| 5-30-1955           | El color de nuestra piel                | Celestino Gorostiza          |
| 8-9-1955            | Cada quien su vida                      | Luis G Basurto               |
| 2-19-1956           | Los enemigos no mandan flores           | Pedro Bloch                  |
| 10-13-1956          | Miércoles de ceniza                     | Luis G Basurto               |
| 04-27-1957          | La locura de los ángeles                | Luis G. Basurto              |
| 11-11-1957          | Anna Karenina                           | Liev Tolstoi                 |
| 7-15-1958           | El abanico de lady Windermere           | Oscar Wilde                  |
| 12-2-1959           | Maria Estuardo                          | Friedrich Schiller           |
| 6-26-1960           | Madrugada                               | Luis G Basurto               |
| 5-17-1961           | Olor de santidad                        | Luis G Basurto               |
| 12-22-1961          | También las mujeres perdieron la guerra | Curzio Malaparte             |
| 1-21-1962           | Los signos del zodiaco                  | Sergio Magaña                |
| 3-4-1962            | Los desarraigados                       | Jorge Humberto Robles Arenas |
| 7-27-1962           | El anzuelo de Fenisa                    | Lope de Vega                 |
| 9-14-1962           | El niño y la niebla                     | Rodolfo Usigli               |
| 11-11-1962          | Hoy invita la güera                     | Federico S. Inclán           |
| 01-27-1963          | El vendedor de muñecas                  | Nemesio García Naranjo       |
| 5-26-1963           | Ninotchka                               | Marc Gilbert                 |
| 9-15-1963           | La verdad                               | Amalia Castillo Ledón        |
| 9-13-1964           | Agonía de una rosa                      | William Inge                 |
| 7-18-1965           | Ajuste matrimonial                      | Tennessee Williams           |
| 2-15-1966           | Tía mame                                | Jerome Lawrence              |
| 7-2-1967            | Malditos                                | Wilberto Cantón              |

## Telenovelas
| Título                     | Año  |
| -------------------------- | ---- |
| Elena                      | 1961 |
| La actriz                  | 1962 |
| Madres egoístas            | 1963 |
| Siempre tuya               | 1964 |
| La sembradora              | 1965 |
| Gutierritos                | 1966 |
| Sonata otoñal              | 1966 |
| Un ángel en el fango       | 1967 |
| Anita de Montemar          | 1967 |
| El usurpador               | 1967 |
| No quiero lágrimas         | 1967 |
| Cárcel de mujeres          | 1968 |
| Fallaste corazón           | 1969 |
| La familia                 | 1969 |
| Nuestros pequeños hermanos |      |